# ألكسندر جورجييف بيتروف
ألكسندر جورجييف بيتروف (بالبلغارية: Александър Петров) هو فيزيائي بلغاري، ولد في 27 مايو 1948 في ستارا زاغورا في بلغاريا.